# Skullage
Albums de Black Label Society
Shot to Hell
(2006) Order of the Black
(2010)
Skullage est un album/DVD compilation mélangé avec des performances en concert du groupe Black Label Society. Les deux premières chansons font partie du répertoire des anciens groupes de Zakk Wylde, Pride & Glory et Book of Shadows.

## Liste des chansons
- Tous les titres sont signés, paroles et musiques, par Zakk Wylde[1]

| 1.    | Machine Gun man                                | Pride and Glory                                            | 5:47 |
| 2.    | Dead as Yesterday                              | Book of Shadows                                            | 2:51 |
| 3.    | All For You                                    | Stronger than Death                                        | 4:00 |
| 4.    | 13 Years of Grief                              | Stronger than Death                                        | 4:12 |
| 5.    | Bleed for Me                                   | 1919 Eternal                                               | 5:31 |
| 6.    | Doomsday Jesus                                 | The Blessed Hellride                                       | 3:31 |
| 7.    | Stillborn                                      | The Blessed Hellride                                       | 3:16 |
| 8.    | Won't Find It Here                             | Hangover Music Vol. VI                                     | 6:26 |
| 9.    | Suicide Messiah                                | Mafia                                                      | 5:47 |
| 10.   | In This River                                  | Mafia                                                      | 3:55 |
| 11.   | Fire It Up                                     | Mafia                                                      | 5:01 |
| 12.   | New Religion                                   | Shot to Hell                                               | 4:35 |
| 13.   | Slightly Amped Instrumental Intro (acoustique) | enregistré le 2/13/04 à Lehigh Valley aucun                | 4:58 |
| 14.   | The Blessed Hellride (acoustique)              | enregistré le 2/13/04 à Lehigh Valley The Blessed Hellride | 5:12 |
| 15.   | Spoke in the Wheel (acoustique)                | enregistré le 2/13/04 à Lehigh Valley Sonic Brew           | 5:03 |
| 16.   | Stillborn (acoustique)                         | enregistré le 2/13/04 à Lehigh Valley The Blessed Hellride | 6:05 |
| 75:20 |                                                |                                                            |      |

## Disque II (DVD)
1. All For You
2. 13 Years of Grief
3. Bleed For Me
4. Stillborn (vidéo)
5. Suicide Messiah (vidéo)
6. In This River (vidéo)
7. Fire It Up (vidéo)
8. Acoustic (live)
9. Instrumental Intro (Live à Lehigh Valley)
10. The Blessed Hellride (Live à Lehigh Valley)
11. Spoke In The Wheel (Live à Lehigh Valley)
12. We Live No More (Live à Lehigh Valley)
13. Stillborn (Live à Lehigh Valley)
14. New Religion
15. Welcome To The Compound

## Personnel (CD)
- Zakk Wylde : chants, guitare, basse, piano
- James LoMenzo : basse sur les chansons 1, 2, 9, 10, 11
- John DeServio : basse sur les chansons 12
- Brian Tichy : batterie sur la chanson 1
- Joe Vitale : batterie sur la chanson 2
- Phil Ondich : batterie sur les chansons 3 et 4
- Christian Werr : batterie sur la chanson 5
- Craig Nunenmacher : batterie sur les chansons 6 à 12
- Nick Catanese : guitare acoustique sur les chansons 13 à 16